# 5319 Petrovskaya
5319 Petrovskaya este un asteroid din centura principală de asteroizi.

## Descriere
5319 Petrovskaya este un asteroid din centura principală de asteroizi. A fost descoperit pe 15 septembrie 1985 la Observatorul de Astrofizică din Crimeea de Nikolai Cernîh. El prezintă o orbită caracterizată de o semiaxă mare de 2,26 ua, o excentricitate de 0,15 și o înclinație de 6,2° în raport cu ecliptica.